# Біуракн Гахвердіан
Біуракн Гахвердіан  (нід. Biurakn Hakhverdian, 4 жовтня 1985) — нідерландська ватерполістка, олімпійська чемпіонка.

## Виступи на Олімпіадах
| Олімпіада  | Дисципліна | Місце |
| ---------- | ---------- | ----- |
| Пекін 2008 | водне поло | 1     |